# ウィリアム4世 (イギリス王)
ウィリアム4世（英: William IV, ウィリアム・ヘンリー（William Henry）、1765年8月21日 - 1837年6月20日）は、イギリス、ハノーヴァー朝の国王およびハノーファー王国の国王（ドイツ名：ヴィルヘルム Wilhelm, 在位：1830年6月26日 - 1837年6月20日）。ジョージ3世と王妃シャーロットの第3子で、先王ジョージ4世の弟にあたる。青年時代海軍に勤務していたため、後に「船乗り王」（Sailor King）の愛称で親しまれた。

## 生涯

### 生誕
1765年8月21日の朝、ジョージ3世と王妃シャーロット・オブ・メクレンバーグ＝ストレリッツの三男としてバッキンガム・ハウスで生まれた。長兄にジョージ（のちジョージ4世）、次兄にフレデリック（のちヨーク＝オールバニ公爵）がおり、後に長弟エドワード（のちケント公爵）、次弟オーガスタス（のちサセックス公爵）、三弟アドルファス（のちケンブリッジ公爵）らが生まれる。兄弟のうち、長兄ジョージとは仲が悪かった。
9月20日、洗礼を受け、「ウィリアム・ヘンリー」と名付けられた。
1770年、わずか5歳にしてシッスル勲章を授与された。

幼少期は、ヤコブ・デ・ビュデ陸軍少将（ハノーファー王国陸軍軍人のスイス人）ジェイムズ・マジェンディ医師の教育を受けた。

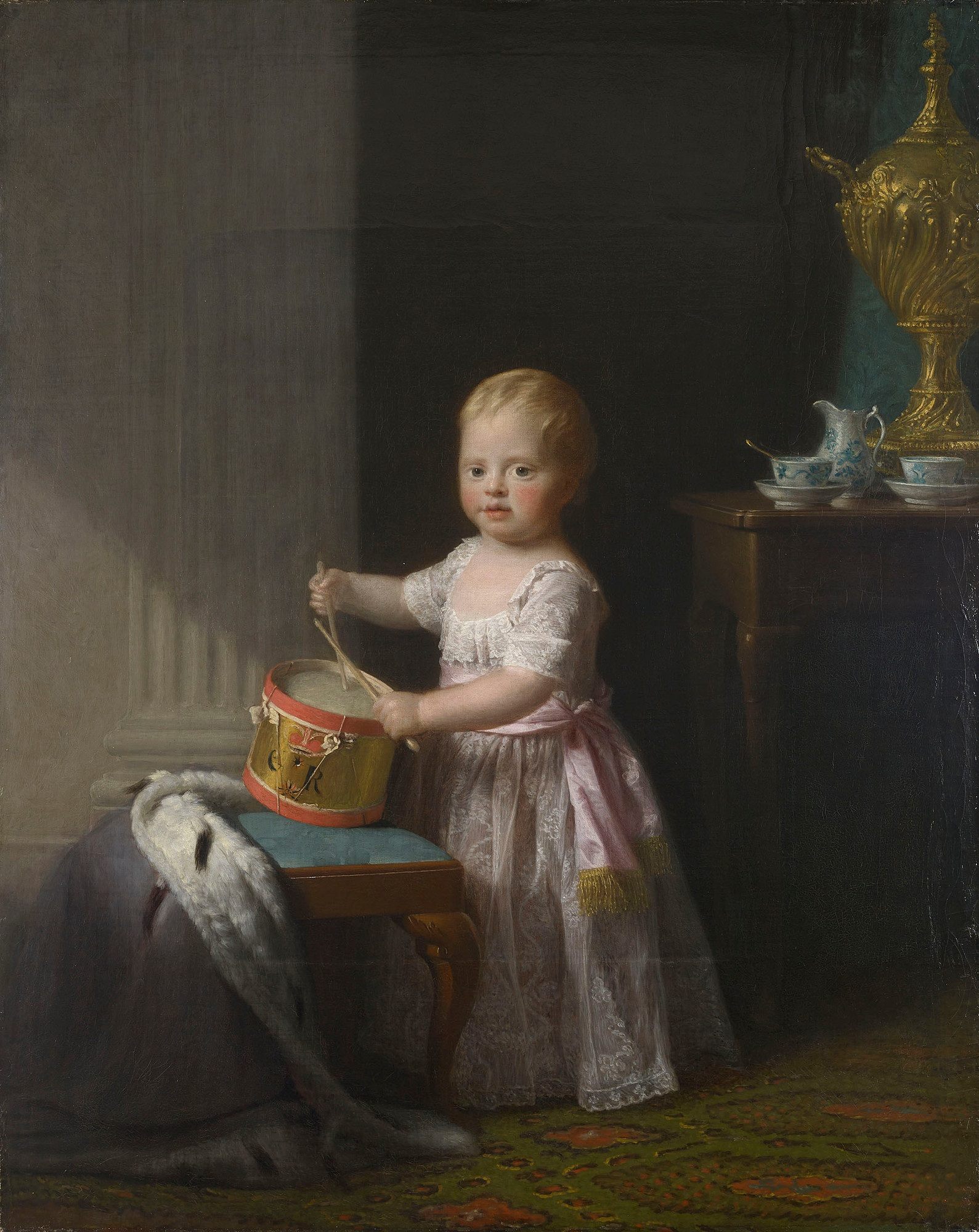
2歳のウィリアムを描いた絵画。
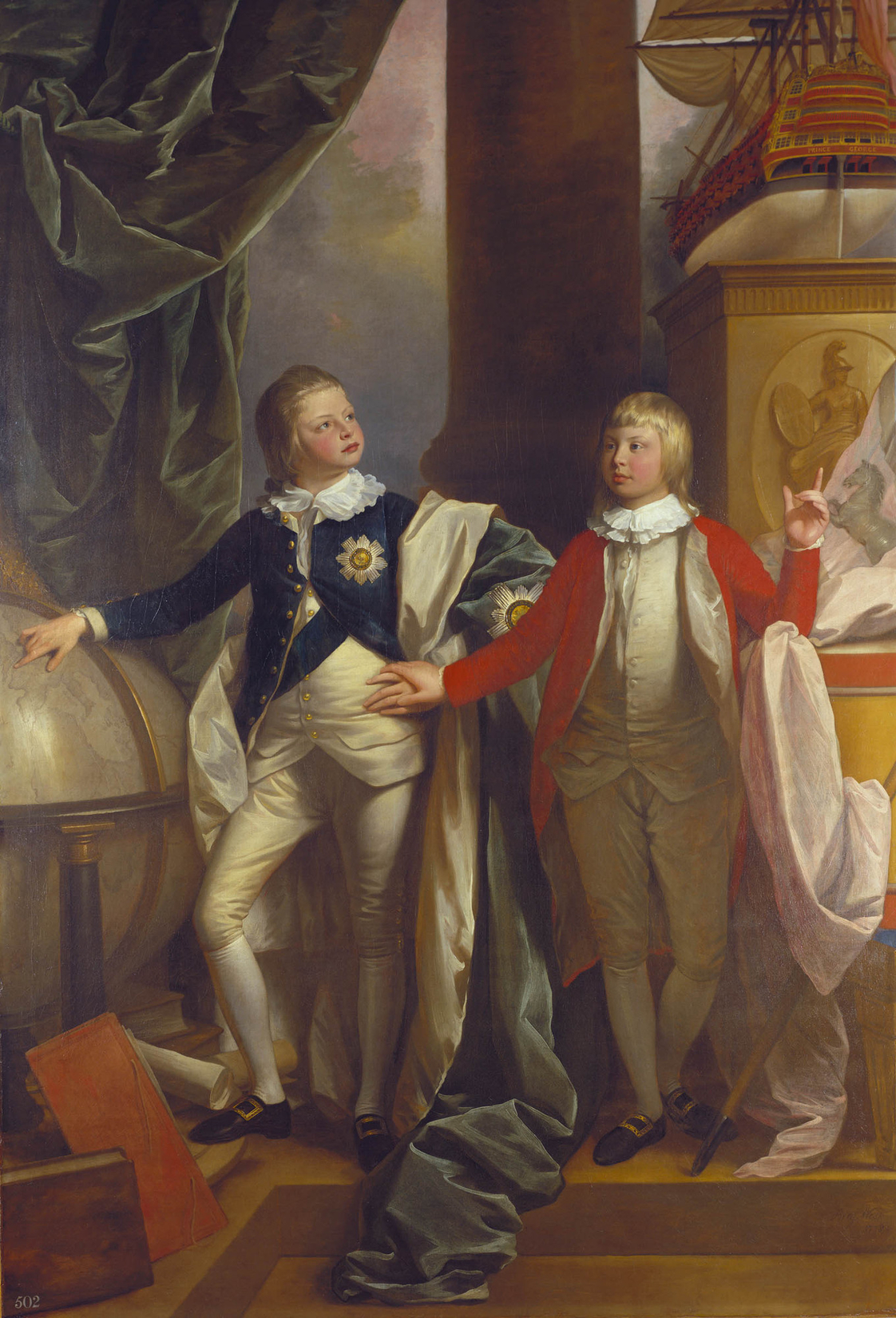
ウィリアム王子と弟エドワード王子（のちケント公）。ウィリアムののち、王位はエドワードの娘ヴィクトリアが継ぐ。 （作：ベンジャミン・ウエスト）
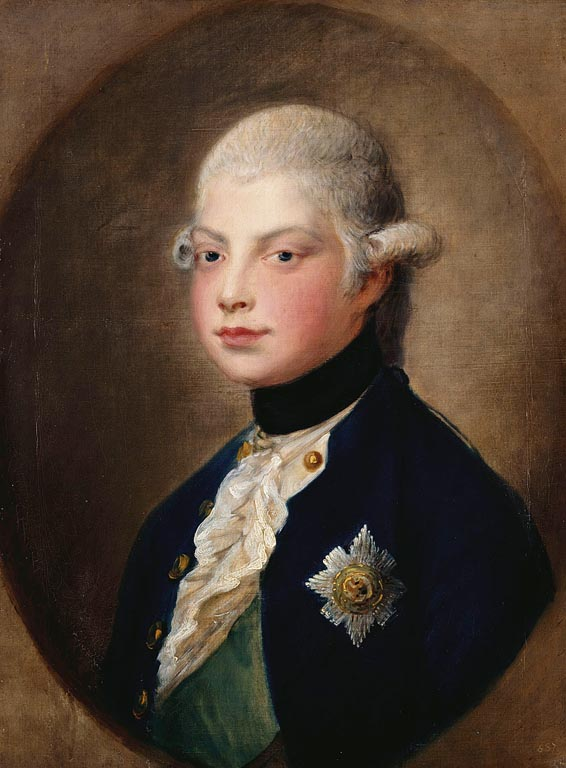
1782年（17歳）の頃。

### 海軍勤務時代

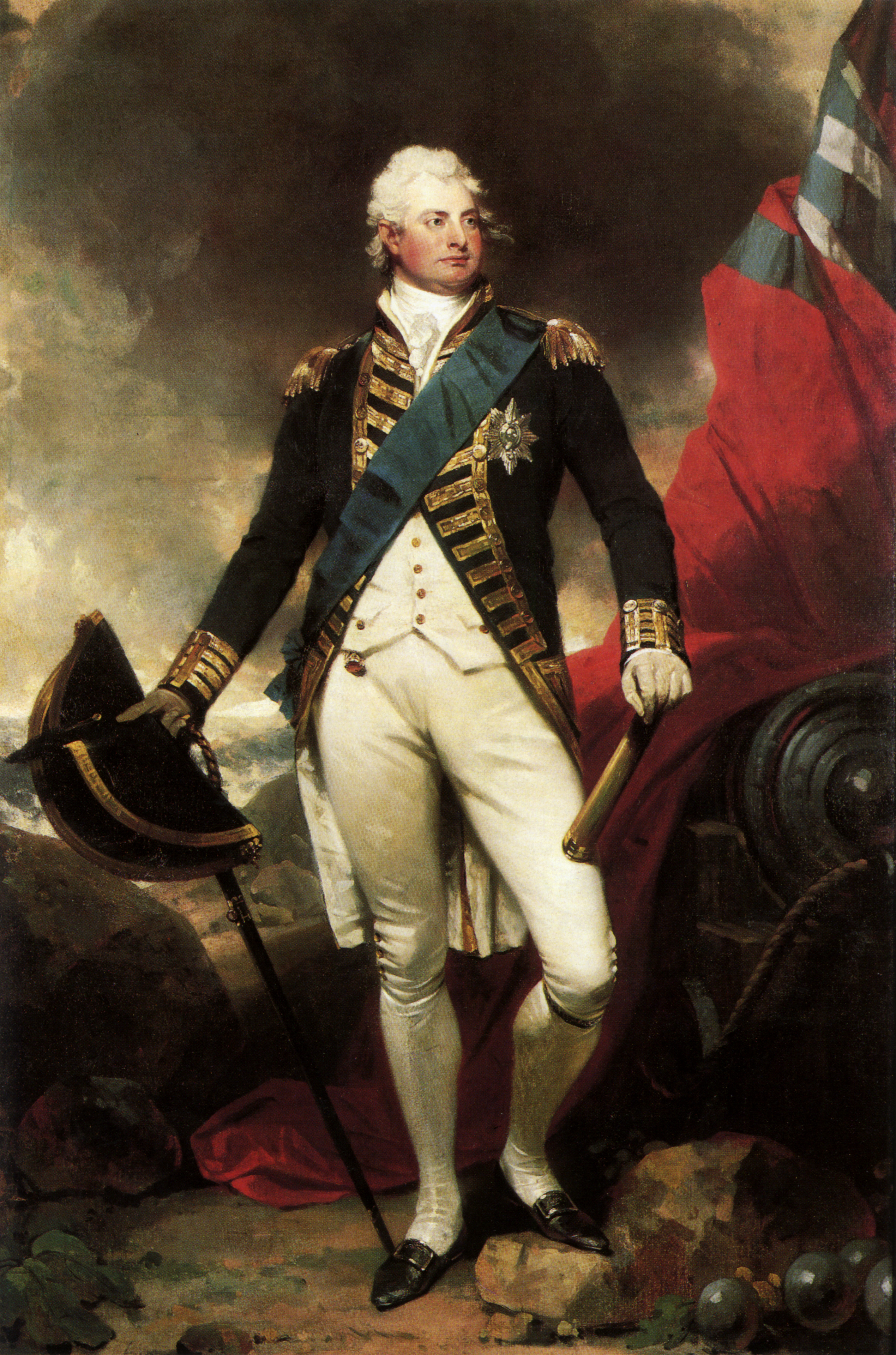
海軍勤務時代を描いた絵画。 （作：サー・マーティン・シー）

1779年、13歳の時士官候補生として海軍に入隊した。海軍内では特別扱いされず一般の士官候補生と共に訓練を受けたが、王家出身であることを隠して生活、決して弱音を吐かなかったという。一方で、部下や同僚の人気はなかったとされる。
1780年のサン・ビセンテ岬の月光の海戦にジョージ・ロドニー提督指揮下の艦隊に参加しスペイン艦隊撃破を体験、戦後ロドニーと共にロンドンに凱旋、素性が割れたこともあって市民から大歓迎され父からも喜ばれた。アメリカ独立戦争の時はニューヨークで勤務しており、イギリス歴代君主の中でアメリカ合衆国を訪問した経験のある最初の人物となった。
1783年に帰国して次兄のヨーク＝オールバニ公爵フレデリックと共にドイツ・イタリアへグランドツアーに出かけたが1785年にイギリスへ帰国、士官となり、翌1786年に軍艦「ペガサス」の艦長になった。1786年中頃には、ニューファンドランドとハリファックス（ノヴァスコシア）に差し向けられ、カナダの土を踏んだことのある最初の君主にもなった。その年の暮れにはホレーショ・ネルソン提督の旗下西インド諸島で勤務した。1790年には海軍少将に進級したが、これは海から陸へと遠ざけられた後方勤務であり、いわば敬遠だった。背景には王子のウィリアムがいては海軍命令系統に不都合だからとされる。
1789年5月20日、マンスター伯爵とクラレンス＝セント・アンドルーズ公爵に叙された。

### ドロシー・ジョーダンとの私生活

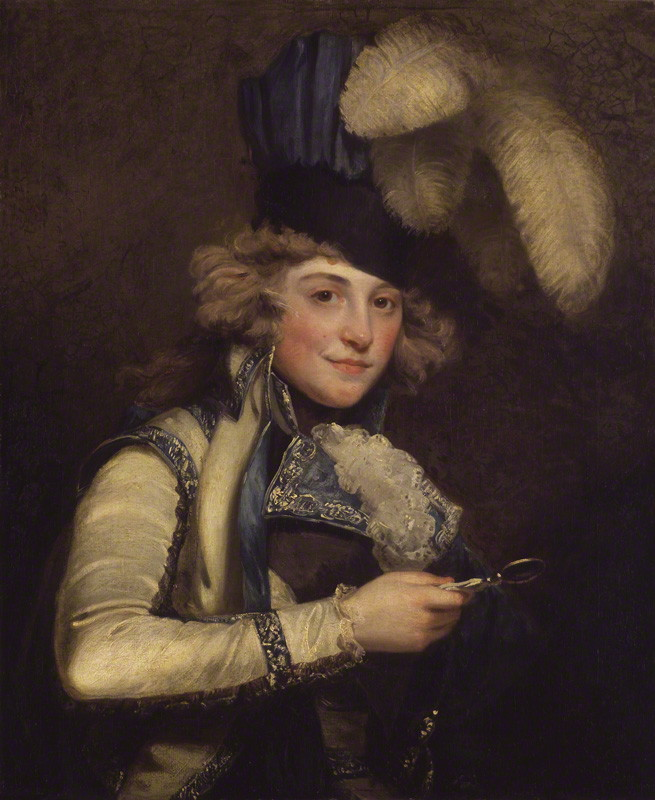
結婚前の愛人ドロシー・ジョーダン。女優として女王ヒッポリュテーを演じる衣装を着ている。

多数の愛人を囲った兄たち（ジョージ4世とヨーク公フレデリック）とは異なり、ドロシー・ジョーダン（ドロセア・ブラントの名で女優として活躍していたアイルランド人）と1811年までの20年余り夫婦同様に生活し、10人の庶子を儲けた。きっかけは、ウィリアムが劇場ドルーリー・レイン座の舞台で演じるドロシーを見初めたことで、1791年には二人は同棲をはじめている。やがて生まれた庶子達には、自分の公位から取ったフィッツクラレンス（FitzClarence：「クラレンスの子」の意味）の姓を与えた。
このようにウィリアムとドロシーは夫婦同然に暮らしたが、正式な跡継ぎを求められたウィリアムはあっさりとドロシーを切り捨てる決心をした。1811年、二人は絶縁合意書を交わしたが、その内容はウィリアムに一方的に有利なかたちで、
1. 手切れ金と養育費は支払う。
2. ドロシーは二度と舞台に立ってはならない。
3. 子供たちが13歳になったらウィリアムに引き渡す。（女優は後見人として相応しくないという理由）

というものだった。1816年、ドロシーは失意のうちにフランス・パリで死去した。
1818年、ザクセン＝マイニンゲン公ゲオルク1世の娘アーデルハイト（イギリスではアデレード・オブ・サクス＝マイニンゲンと呼ばれる）と結婚した。2人の娘をもうけたが、いずれも夭折した。

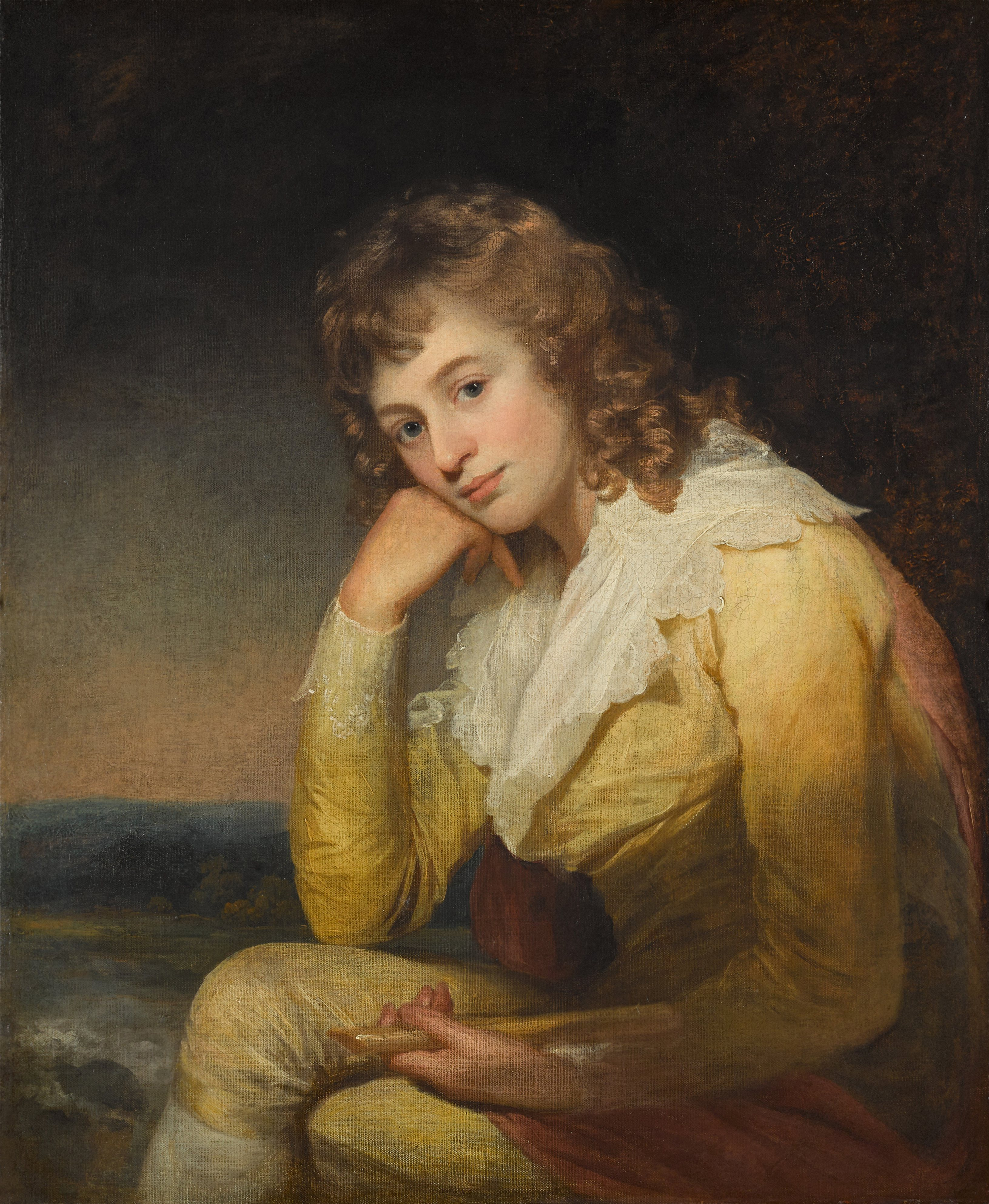
女優ドロシー・ジョーダン。ウィリアムと20年夫婦同然に暮らした。
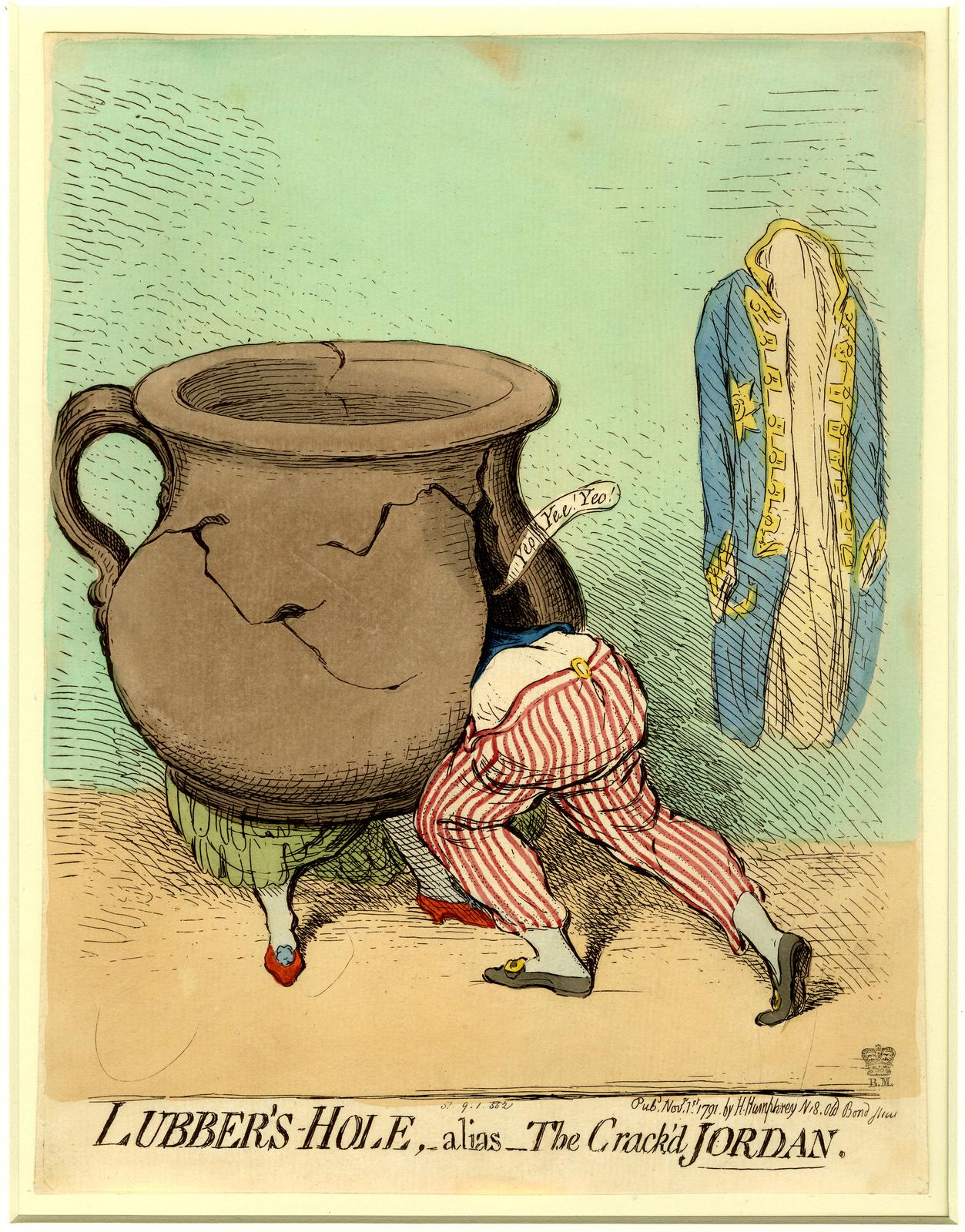
ドロシー・ジョーダンとの関係を描いた風刺画。ウィリアムがJordan（尿瓶の俗称）の中に入り込もうとしている[16]。
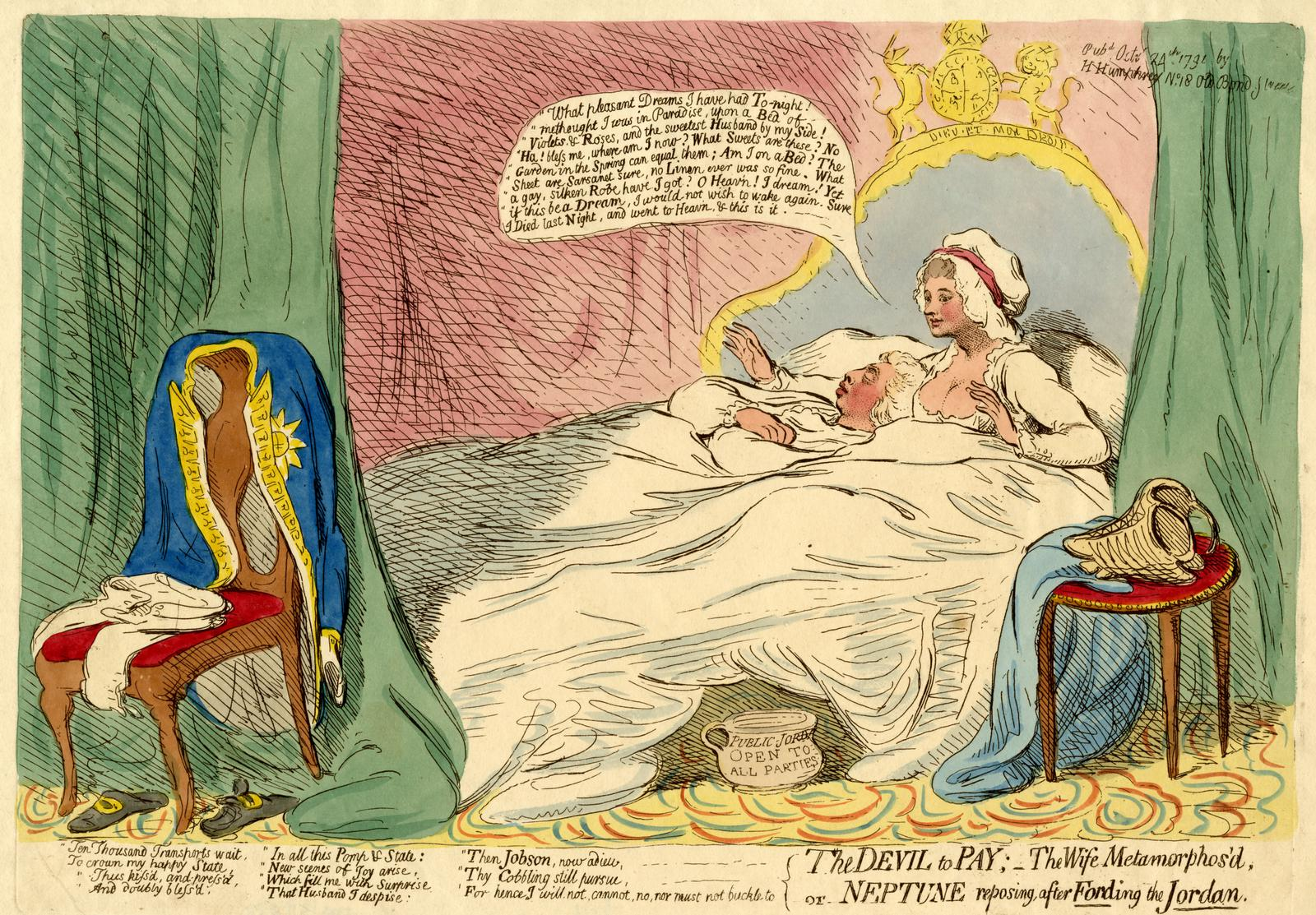
ドロシー・ジョーダンと同衾する様子を描いた風刺画。  （作：ジェームズ・ギルレイ）

### ままならぬ王位継承者時代

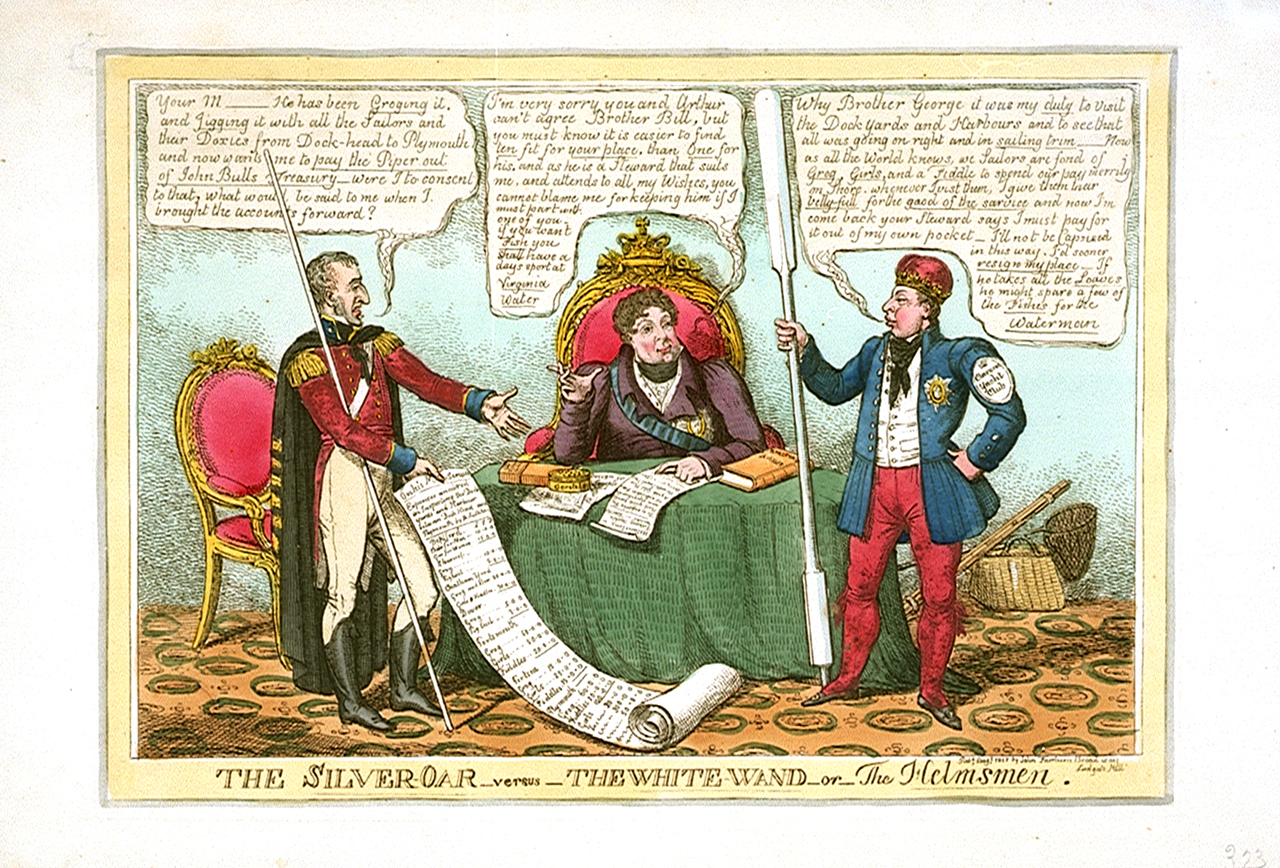
ロード・ハイ・アドミラル解任騒動を描いた風刺画。首相のウェリントン公爵（左）とウィリアム（右）が兄王ジョージ4世を挟んで言い争っている。

1827年に次兄ヨーク公の死去で王位継承者となる。長兄ジョージ4世とは相変わらず仲が悪かった。ウィンザー城のパーティーの席上、ジョージ4世はダリヤ・リーヴェン公爵夫人（フリストフォル・リーヴェンロシア大使夫人）に次のように言い放ったという。
王位継承者となると同時に、国務大官のロード・ハイ・アドミラルにも任命されたが（1827年 - 1828年）、名目上の役職にもかかわらず職権を行使して迷惑がられることになる。
同年10月、ギリシャ独立戦争中にナヴァリノ海戦が起きると、ウィリアムは現地のイギリス艦隊司令官エドワード・コドリントン提督を激励した。しかしこの行動は、海軍本部の承認を受けたわけでも、政府の方針を反映したものでもなかった。
翌年7月にも、ウィリアムが海軍砲兵委員会に提出した勤務指令書をめぐって海軍本部と対立した。兄王ジョージ4世の支持も得られないことがわかると、ウィリアムは艦隊を率いてプリマスを出港、行き先を告げずに10日間も海上に留まった。政府もこの身勝手な行動を看過できず、8月にウィリアムをロード・ハイ・アドミラルから解任した。

### 治世
1830年、長兄ジョージ4世の後を襲って王位に即く。戴冠式などどうでもいいと言い出して側近を慌てさせたが、「華美にしないこと」と「節約」を条件に挙行を渋々受け入れた。派手好きな貴族たちがそんな地味な式など面白くないと騒ぎ出すと、「ウェストミンスター寺院が広々として涼しげではないか」と全く意に介さなかった。65歳という当時としては高齢の新・国王は、海軍時代にロンドン市内を自由に歩き回ったのと同じように、侍従も連れずに気軽に市中へ出かける習慣を止めなかった。幸運にも街角で国王を見つけたロンドン市民は歓喜のもとに彼を取り巻き、彼もまたそうした者たちと気さくに握手をしたり語りかけたりして人気を集めた。

ただ、この気さくな国王はリウマチを患っており、執務をとるのにも一苦労だった。そこで国王秘書官を再設置することとなり、父王ジョージ3世の秘書官も務めたサー・ハーバート・テイラー陸軍中将が就任することとなった。

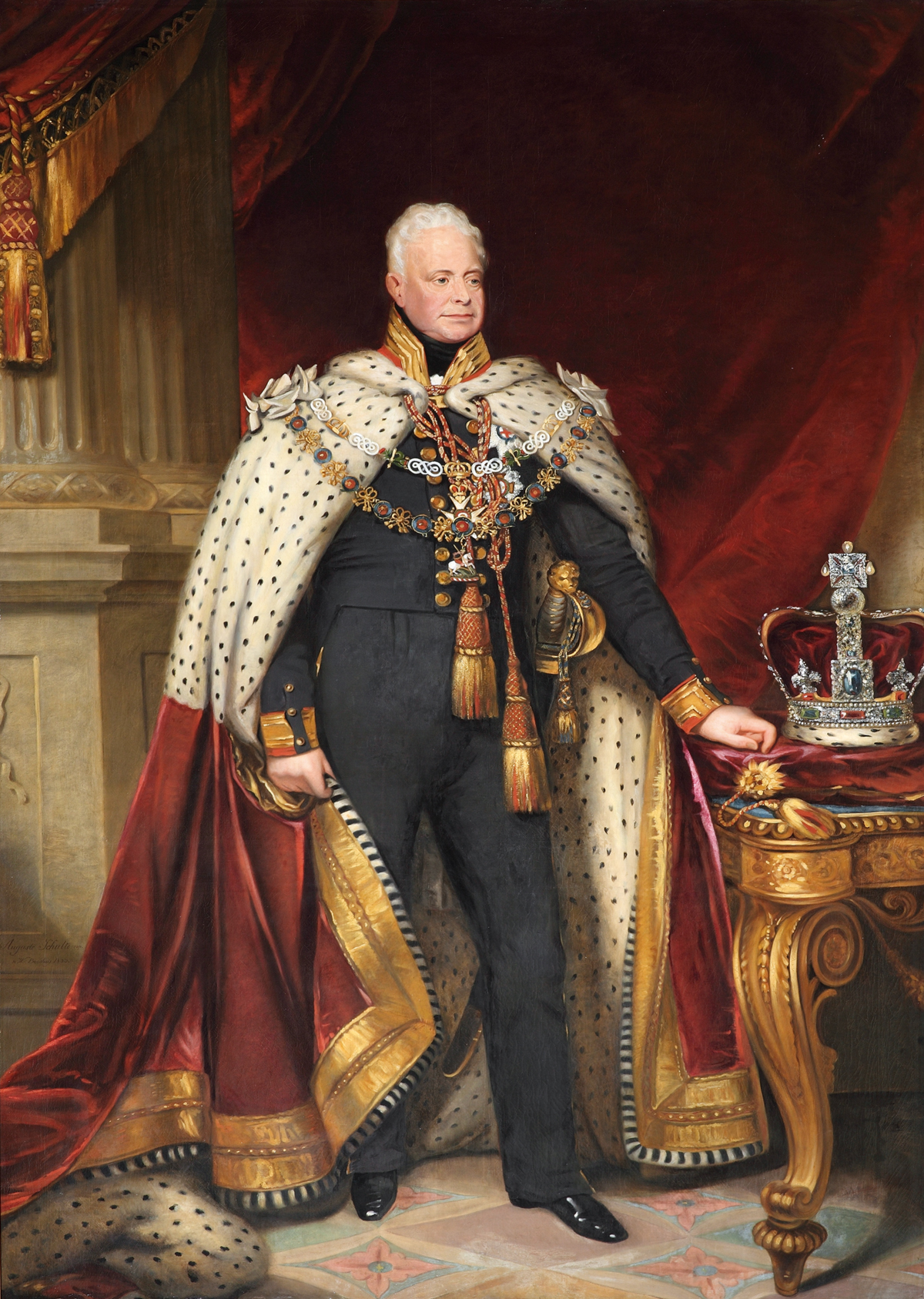
即位時のウィリアム4世（1830年） （作：ウィリアム・ビーチー）
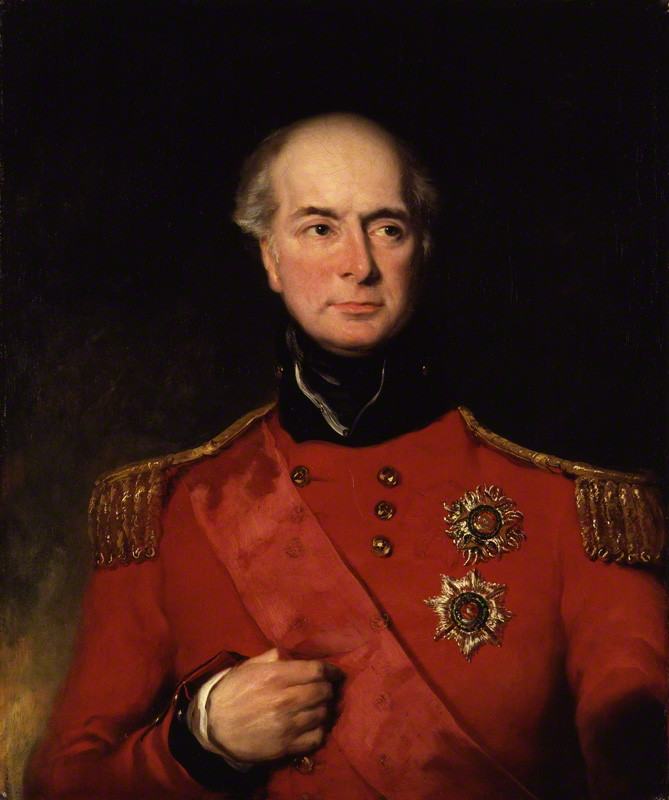
老国王を支えたサー・ハーバート・テイラー（英語版）国王秘書官（英語版）
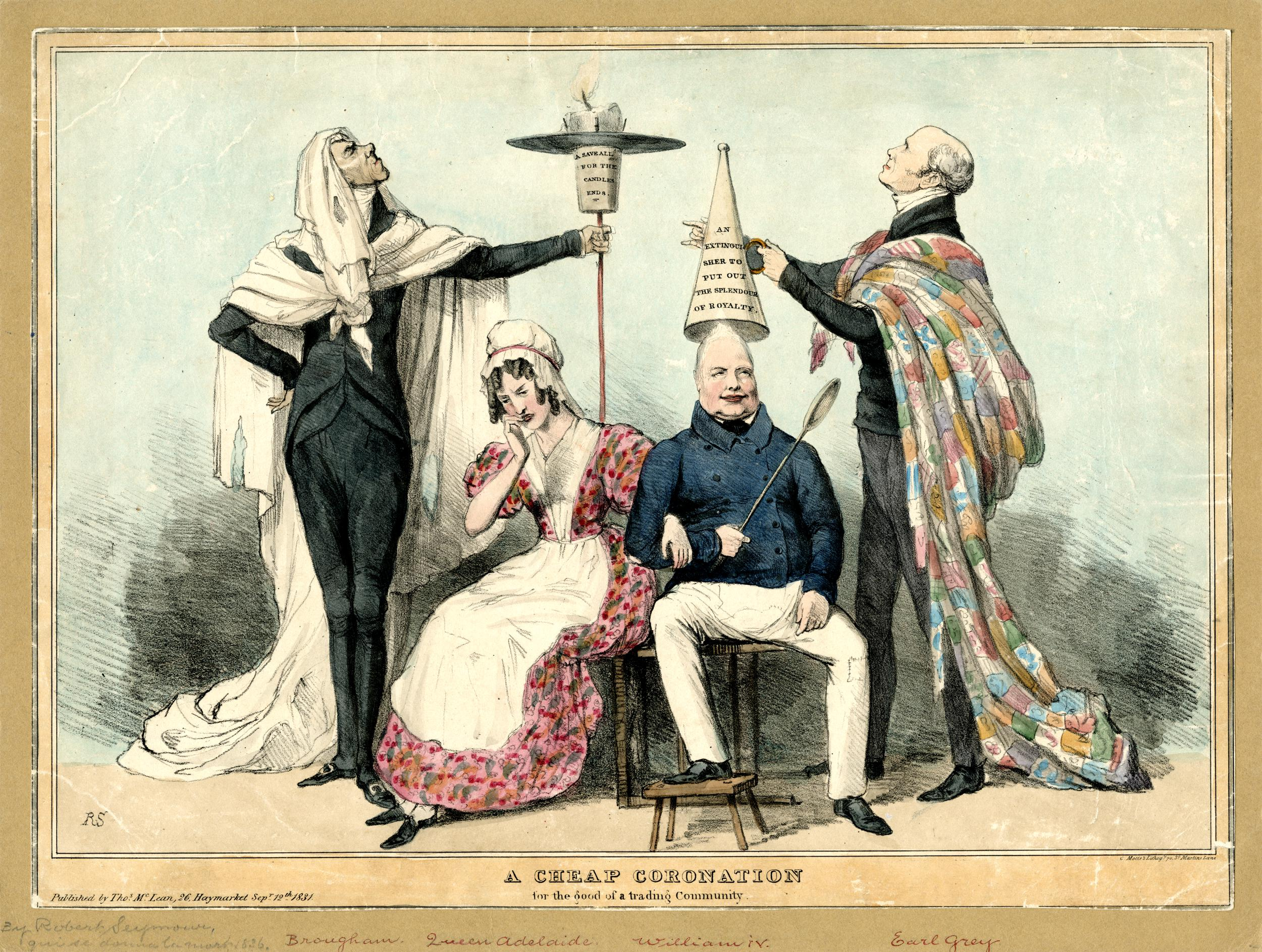
風刺画『安上がりの戴冠式』ウィリアム4世は王笏のかわりに柄杓を掲げ、グレイ首相は「王室の栄光をかき消す」ろうそく消しを持つ。

#### ホイッグ党政権期（グレイ伯爵内閣・第一次メルバーン子爵内閣）
ウィリアム4世即位時の政権は、初代ウェリントン公爵アーサー・ウェルズリーを首相とするトーリー党政権であった。当時の政界は、腐敗選挙区の廃止をめぐる選挙法改正問題に揺れており、法改正に腰が重たいウェリントン内閣は野党から激しい攻撃を受けた。その結果、1830年11月15日、政府提出の王室費に関する法案に反対するホイッグ党の動議が233対204で可決される事態となり、ウェリントン公爵は総辞職してしまう。
ウェリントン公爵の後任には、ホイッグ党党首の第2代グレイ伯爵チャールズ・グレイ（ウィリアム4世の友人でもあった）が首相に就任した。彼のもとで救貧法の継続、地方政府の民主化、大英帝国内における児童労働の制限と奴隷労働の廃止などの改革がなされたが、そうしたなかでも腐敗選挙区の廃止・議席の再配分・選挙権の拡大を骨子とした1832年のイギリス初の選挙制度改革は特に重要なものだった。ウィリアム4世は選挙法改正案を通すグレイ伯爵に協力した。貴族院の抵抗を排除すべく、最終的に貴族創家に同意し、法案成立に大きな役割を果たした。（それでも急進派からは新聞で共和制を仄めかされ、保守派と見られた国王とアデレード妃は「ゲルフ夫妻」と陰口をたたかれた。）
これを突破口としてイギリスでは選挙法に次々と改革がもたらされるようになり、そこに議会制民主主義の完成を見ることになる。
しかしそのグレイ政権にも陰りが見えてくる。1834年5月、急進派閣僚の陸軍支払長官ジョン・ラッセル卿がアイルランド国教会の収入を民間に転用する政策を提案したことをきっかけに、閣内の不満が噴出した。この閣議提案に反発した陸軍大臣スタンリー卿（後の第14代ダービー伯爵）ら3名の閣僚が辞職してしまう。7月、この件で求心力を落としたグレイ伯爵は退陣することとなり、グレイ伯爵の推挙で第2代メルバーン子爵ウィリアム・ラムが首相に任命された。

11月、庶民院院内総務ジョン・スペンサーが父からスペンサー伯爵位を継承して貴族院に転じたため、庶民院指導者のポストに空きができた。そこでメルバーン子爵は、院内総務に急進派のジョン・ラッセルを就任させようとしたが、これを嫌った国王と対立を深めた。そうしたなか11月19日、ウィリアム4世は議会の意思に反してメルバーン子爵を更迭してしまった。その後、ウェリントン公爵の暫定政権を経て、12月にメルバーン子爵が推挙したサー・ロバート・ピール（保守党）を首相に任命した。この交代劇は、イギリス政治史上、議会の意思に反して国王が首相を任命した最後のケースである。

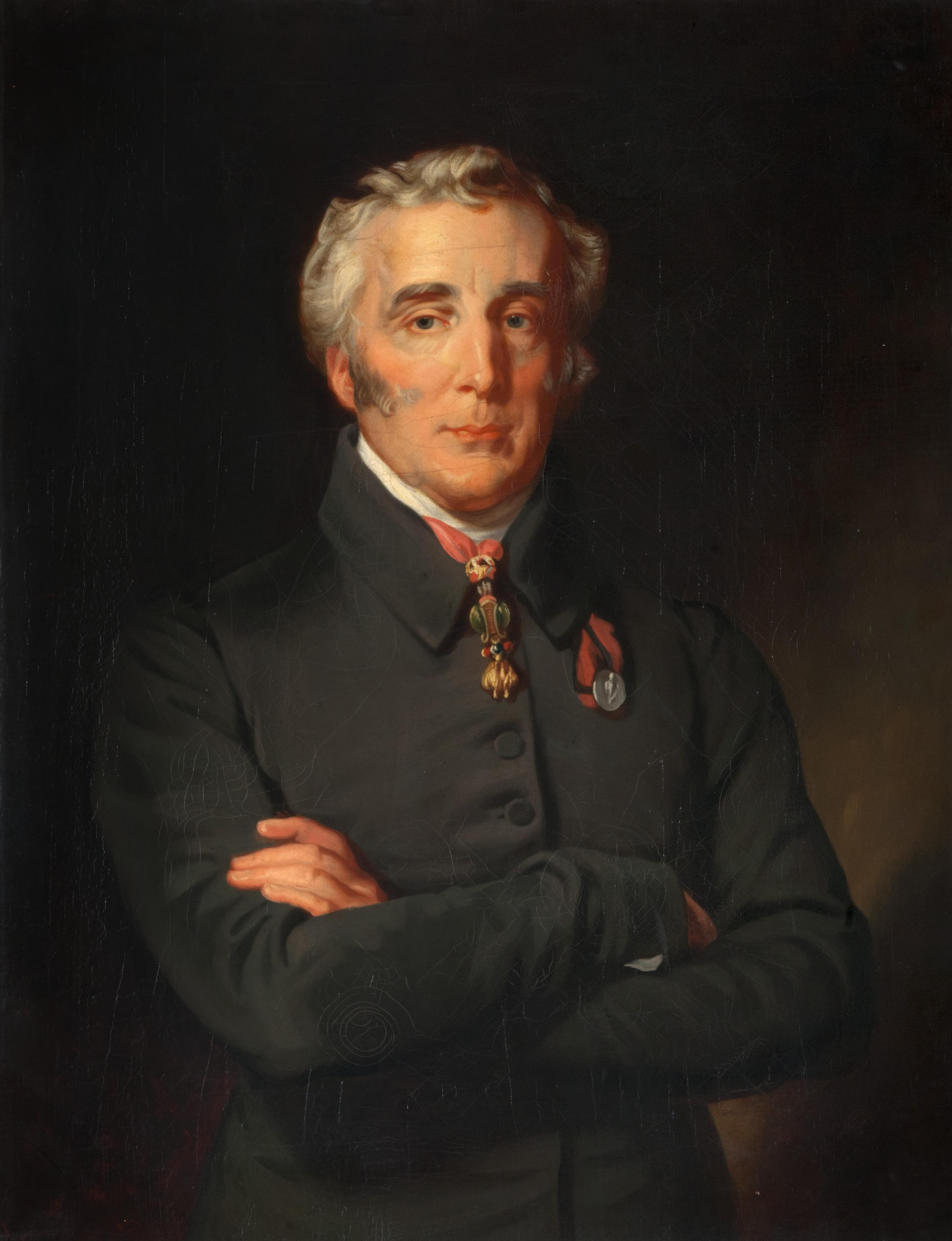
初代ウェリントン公爵アーサー・ウェルズリー（トーリー）
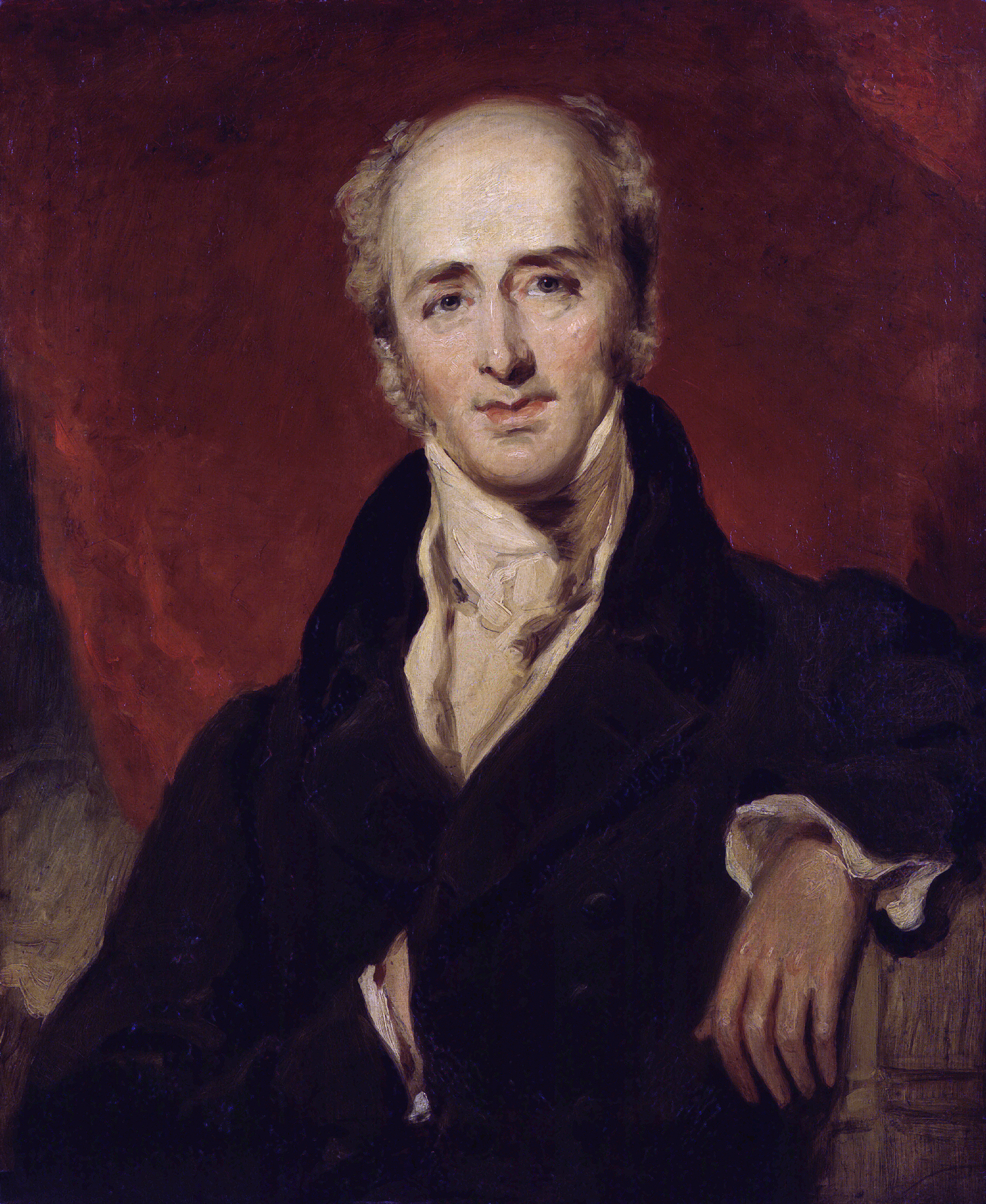
第2代グレイ伯爵チャールズ・グレイ（ホイッグ）
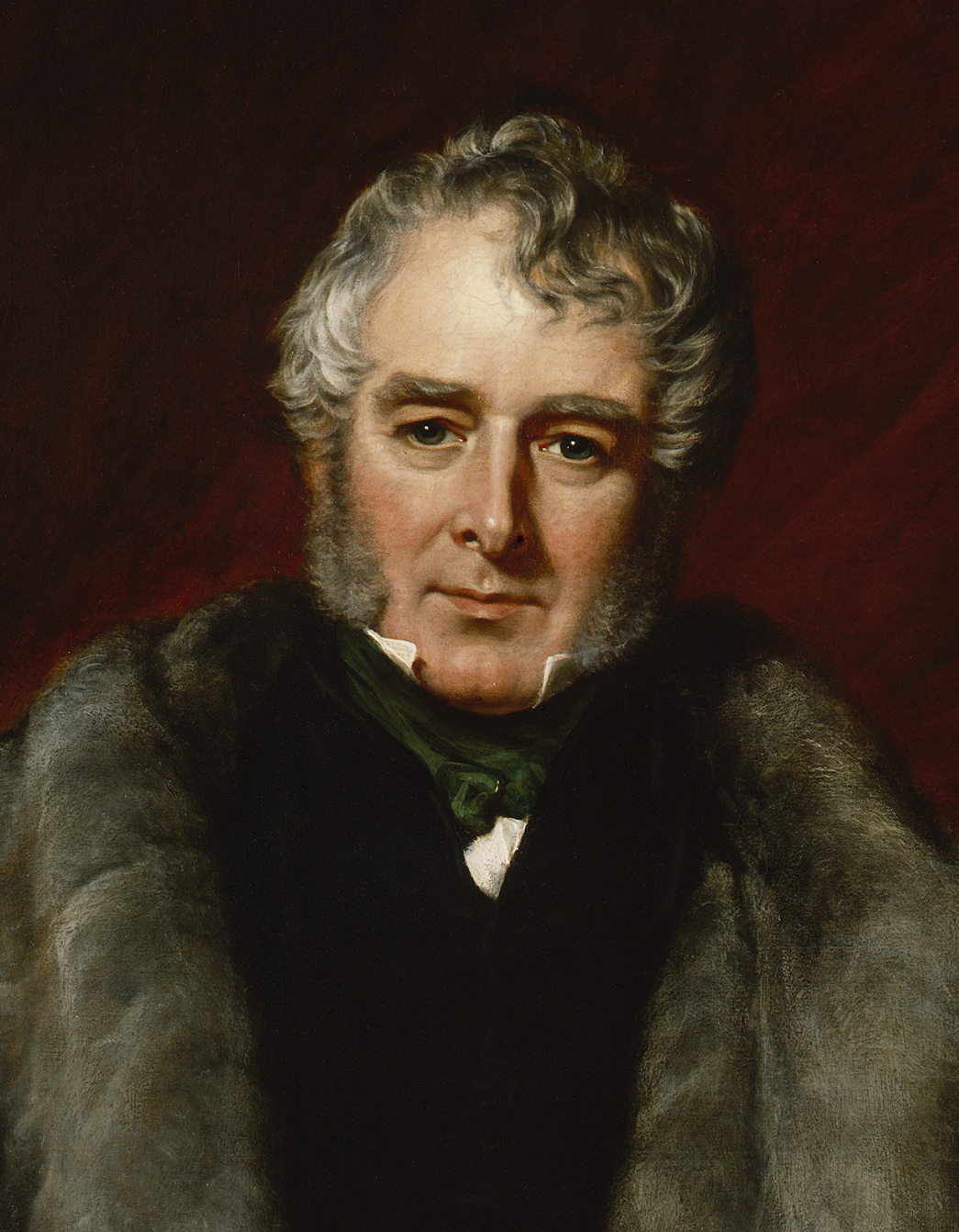
第2代メルバーン子爵ウィリアム・ラム（ホイッグ）
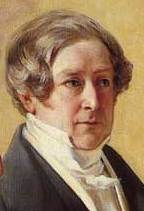
サー・ロバート・ピール（保守党）
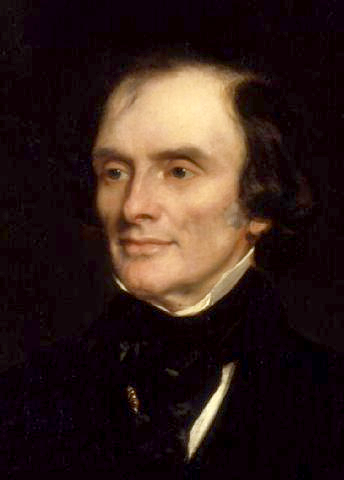
急進派の閣僚ジョン・ラッセル陸軍支払長官（のち首相）

#### 短期間の保守党政権期（第二次ウェリントン公爵内閣・ピール内閣）とメルバーン再登板
国王の首相罷免によってお鉢が回ってきたピール政権ではあったが、年末早々につまずきを見せる。1834年の暮れに議会を解散して総選挙に打って出たが、過半数を獲ることができなかった。翌年始まった議会では、野党三党派（ホイッグ・急進派・オコンネル派）が結束してピール政権を攻撃した。その結果、ピール政権は4月に度重なる法案提出阻止で内閣総辞職に追い込まれた。
後任の首相選定では、ウィリアム4世はメルバーン子爵を嫌って、引退していたグレイ伯爵に首相就任を求めた。しかしグレイ伯爵は高齢を理由に辞退し、メルバーン子爵を改めて推挙した。国王からの更迭を経験していたメルバーン子爵は、再登板にあたって首相を引き受ける条件をウィリアム4世に叩きつけた。「王族議員は政府をしっかりと支持すること」、「その議席に空きが生じたとしても、政府に不利な者を登用しないこと」、「（さきの）アイルランド国教会収入転用法案の成立を進める政府を支持すること」を求め、ウィリアム4世は渋々この条件に同意した。
こうして首相に就いたメルバーン子爵であったが、国王からいつ罷免されるかわからず戦々恐々としており、前政権の更迭劇で国王を止めなかったテイラー秘書官の存在も不満だった。メルバーン子爵はいざという時に国王に味方するテイラー秘書官を信頼しなくなり、ウィリアム4世の崩御後に国王秘書官職を廃止してしまうほどであった。
ただ一連の政権交代は、後継首班の選定が国王と政党指導者の相談で決められ、内閣総辞職も慣例化していく経過を辿り、国王大権の弱体化と相対的に議会や内閣の権限強化が見られ、議会内の政党政治も定着していき二大政党制へと行きつくことになる。

#### 王位をめぐってケント公妃と対立
2人の娘に先立たれたていたウィリアム4世にとって、姪のヴィクトリア（弟ケント公エドワードの娘）が王位継承者であった。しかし彼女の母ケント公妃ヴィクトリアは、ドイツの出自であること、度重なる手当増額の要求、ヴィクトリアへのドイツ風の教育をしていることから、兄王ジョージ4世をはじめとする王室から煙たがられていた。
ウィリアム4世もケント公妃には不信感を抱いていた。このドイツ人の義妹がヴィクトリアに干渉してくる姿勢に眉を顰め、ケント公妃が実家から娘の結婚相手に王子たちを迎えたことにも苛立ち、ケント公妃が将来の王母として摂政になることに強い抵抗を示していた。また政治的にも、ウィリアム4世がホイッグ党政権と揉めた際、ホイッグの肩を持つケント公妃が腹立たしかった。
1836年8月21日、71歳の誕生日を記念してウィンザー城で開かれた宴席でケント公妃への怒りが爆発した。ヴィクトリアが18歳で成人を迎え摂政を置く必要が無くなるまでの9か月生きることを熱望し、ケント公妃を公衆の面前で叱責する答辞を述べた。
一方で、姪のヴィクトリアとの関係は良好だった。王室から嫌われているケント公爵家ではあったが、ヴィクトリアは関係改善を図り、ウィリアム4世やアデレード妃を定期的に訪問したためである。国王夫妻はだんだんとヴィクトリアを好きになり、娘のように可愛がった。
ウィリアム4世の目論見通り、ヴィクトリアは崩御1か月前の5月24日に18歳の誕生日を迎え、ケント公妃の摂政就任は無くなった。
18歳になったヴィクトリアを祝福して、10,000ポンドの年金を贈った。このとき国王は「この年金はヴィクトリアの自由によるもので、母親は干渉できない」としたためた。また、宮内長官の第2代カニンガム侯爵フランシス・カニンガムには、ヴィクトリア本人に手紙を渡すよう命じて、公爵家の住まい（ケンジントン宮殿）に向かわせた。ケンジントンでは案の定、ケント公妃が手紙を受取ろうとしたが、カニンガム侯爵は王命を理由に断り、あらためてヴィクトリアの手に渡ったという。
この頃からウィリアム4世は病に伏せるようになり、心配したヴィクトリアが頻繁に国王を見舞い、アデレード妃を励ますこともあったという。

崩御前日の6月19日、ヴィクトリアは叔父のベルギー国王レオポルド1世にこのように書き送っている。

### 崩御
6月18日、ウィリアム4世は臨終間近となった。カンタベリー大主教（ウィリアム・ハウリ）が寄り添っていると、国王は今日がワーテルローの戦いの戦勝記念日であることを思い出した。「今日の日が過ぎるまでは生きていたい。次の日の日没まではとても保つまいが…」と語ったとされ、侍医のチェンバーズ医師が「陛下が多くの日没をご覧になれるよう祈ります」と返すと、「それはまったく別のことだ、まったく別のことだ」と答えたという。王は次の日（19日）もなお生き、日没を拝むことができた。
その翌日の朝、1837年6月20日に崩御した。イギリス王位はヴィクトリアが、ハノーファー王位は弟のエルンスト・アウグストがそれぞれ継いだ（ハノーファーではサリカ法により女子の王位継承が認められていなかったため）。

## 人物

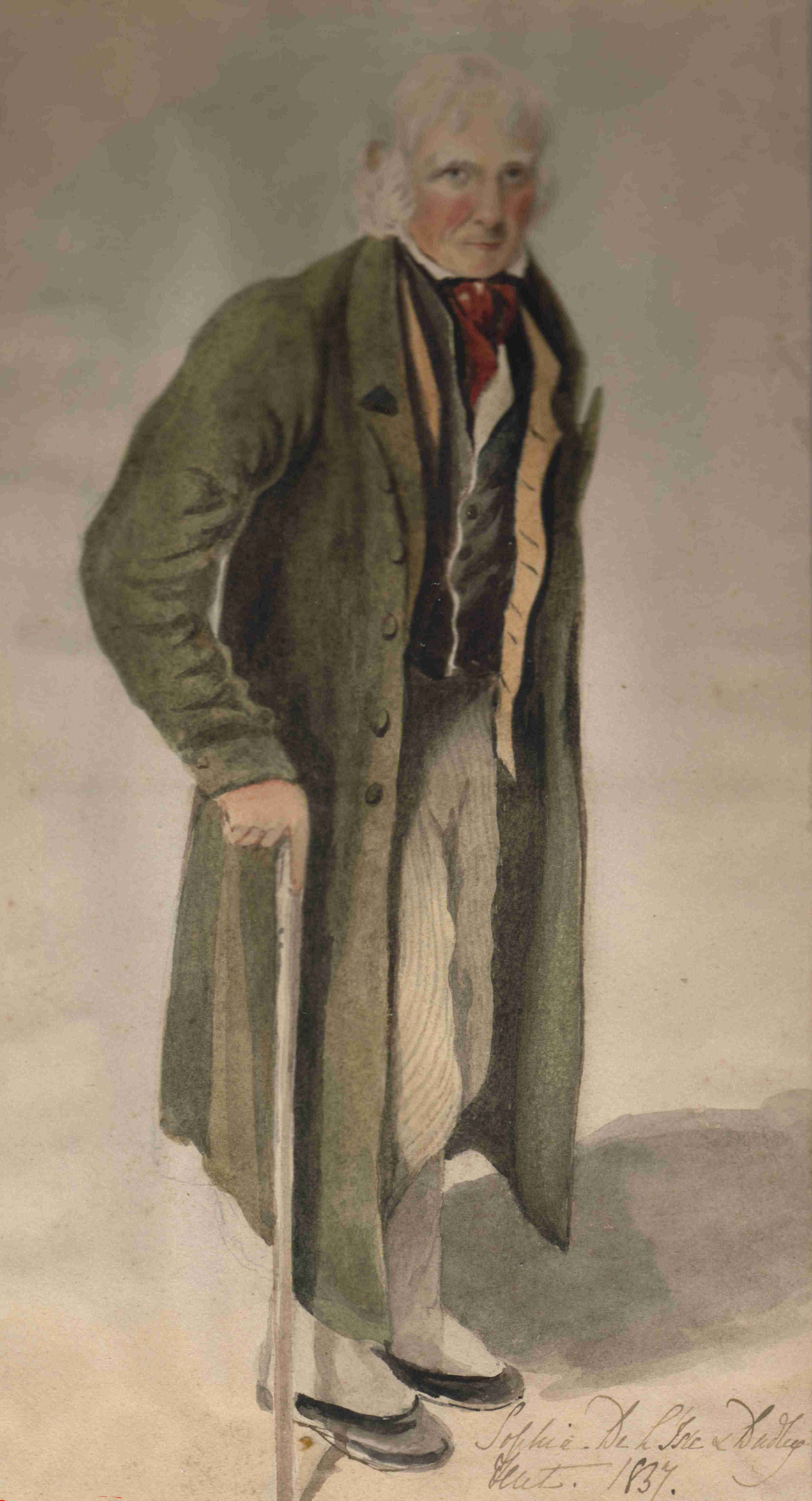
1837年の1月、庶子の中で最も可愛がっていた長女ソフィアが描いた父ウィリアム4世。4月10日、ソフィアは41歳で産褥死する。

- 1786年にフリーメイソンに加入。1828年には「プリンス・オブ・ウェールズ・ロッジ」のマスターとなる。1830年の即位後にはグランドロッジの保護者に就任した[48]。
- 競馬に熱心であった兄王ジョージ4世とは違って、ほとんど関心がなかった。グッドウッドで出走させる王室の馬を訊かれた際は、「わが艦隊の全艦だ。一級艦から砲艦までのな。そのうちの何頭かは勝つだろう」と元・船乗りらしい回答をしたという[49]。
- ウィリアム4世即位時、枢密院書記官長（英語版）チャールズ・グレヴィル（英語版）は「彼はたいそう立派な国王になるかもしれないが、時折り奇行がみられる」と評した[18]。

### 家族・他王族との関係
- 長兄ジョージ4世とは上述のとおり不仲だった。ウィリアム4世が若いころ、多額の借金を抱えるジョージを慮り、自分が金持ちの娘と結婚してその妻の金で兄の借金を帳消しにしようと考えた。これを知ったジョージは「お前と結婚しようなんて物好きな女はいやしないさ」と一笑に付したという[50]。
- ヴィクトリア女王は王女時代、ウィリアム4世を「一風変わった方、…（中略）…その真意はしばしば曲解される」と評している[44]。

## 子女
アデレードとの間に2女をもうけたが、いずれも夭折した。
- シャーロット・オーガスタ・ルイーザ（1819年3月21日 - 1819年3月21日）
- エリザベス・ジョージアナ・アデレード（1820年12月10日 - 1821年3月4日）

ドロシー・ジョーダンとの間に10人の子を儲けた。子供たちの名前は次男ヘンリー以外は自身の兄弟姉妹にちなんで名付けられた。ただし、いずれも王位継承権のない庶子の扱いである。
- ジョージ・オーガスタス（1794年1月29日 - 1842年3月20日） - 初代マンスター伯爵[51]
- ヘンリー（1795年 - 1817年）
- ソフィア（1796年 - 1837年4月10日） - 1835年8月18日、ド・リール＝ダドリー男爵フィリップ・シドニー（英語版）（1851年3月4日没）と結婚、子供あり[51]
- メアリー（1798年 - 1864年7月13日） - 1824年6月19日、国会議員チャールズ・リチャード・フォックス（英語版）（1846年4月10日没）と結婚[51]
- フレデリック（英語版）（1799年12月9日 - 1854年10月30日） - 陸軍士官。1821年5月19日、オーガスタ・ボイル（Augusta Boyle、1876年7月28日没、第4代グラスゴー伯爵ジョージ・ボイルの娘）と結婚、1女オーガスタ・ジョージアナ・フレデリカ（1855年10月18日、生涯未婚のまま死去）をもうけた[51]
- エリザベス（1801年 - 1856年1月16日） - 1820年12月4日、第18代エロル伯爵ウィリアム・ヘイと結婚、子供あり[51]
- アドルファス（英語版）（1802年2月18日 - 1856年5月17日） - 海軍士官、生涯未婚[51]
- オーガスタ（1803年 - 1865年12月8日） - 1827年7月5日、ジョン・ケネディ・アースキン閣下（1831年3月16日没、初代エイルザ侯爵アーチボルド・ケネディの息子）と結婚、子供あり。1836年8月24日、フレデリック・ゴードン＝ハリーバートン（英語版）（1878年9月29日没）と再婚、子供なし[51]。女流小説家ウィルヘルミナ・フィッツクラレンス（英語版）の母。
- オーガスタス（英語版）（1805年3月1日 - 1854年6月14日） - オックスフォードシャー南部のメイプルダーラムの牧師。1845年1月2日、サラ・エリザベス・キャサリン・ゴードン（Sarah Elizabeth Catherine Gordon、1901年3月23日没、ヘンリー・ゴードン卿の娘）と結婚、子供あり[51]
- アミーリア（1807年 - 1858年7月2日） - 1830年12月27日、第10代フォークランド子爵ルーシャス・ベンティンク・ケアリー（英語版）（1844年3月12日没）と結婚、子供あり[51]

## 栄典

### 爵位・君主号
- 1789年5月20日、クラレンス＝セント・アンドルーズ公爵、マンスター伯爵（即位まで）[9]
- 1830年6月26日、イギリス国王[52]
- 1831年9月8日、戴冠。正式な称号は、「神の恩寵による、グレートブリテン及びアイルランド連合王国の国王、信仰の擁護者、ハノーファー王国国王、ブラウンシュヴァイク＝リューネブルク公爵（by the Grace of God of the United Kingdom of Great Britain and Ireland King, Defender of the Faith, King of Hanover, Duke of Brunswick-Luneburg）」

### イギリス
- シッスル勲章 - 1770年4月5日[1]
- ガーター勲章 - 1782年4月19日[1]

### 外国
- フランス：聖霊勲章[53]、聖ミッシェル勲章[53]
- プロイセン：黒鷲勲章[53]、赤鷲勲章[53]
- ロシア：聖アンドレーイ勲章[53]、聖アレクサンドル・ネフスキー勲章[53]、聖アンナ勲章[54]

### 紋章

クラレンス＝セント・アンドルーズ公爵ウィリアム王子としての紋章（1801-1830年）
イギリス国王としての紋章
イギリス国王としての紋章 （スコットランド）